# サッシノーロ
サッシノーロ（イタリア語: Sassinoro）は、イタリア共和国カンパニア州ベネヴェント県にある、人口約600人の基礎自治体（コムーネ）。

## 地理

### 位置・広がり
ベネヴェント県のコムーネ。県都ベネヴェントから北北西へ29kmの距離にある。

#### 隣接コムーネ
隣接するコムーネは以下の通り。括弧内のCBはカンポバッソ県（モリーゼ州）所属を示す。
- モルコーネ
- セピーノ (CB)

## 行政

### 分離集落
サッシノーロには、以下の分離集落（フラツィオーネ）がある。
- Santa Lucia al Monte, Toppo di Cesare, Picucci, Vignadonica, Colle di Prato, Colle Endevite, Castellucci, Velardo, Oliveto, Pezze, Coste Cancello, Sant'Antonio Abate, Salde, Simeoni, Querceto, Pianella, Montagna, Colle Aquara, Pezze, Boschetto, Pianelle Cupa